# 投名狀
投名狀是實名落草為寇的保證書。用來隱喻建立對排他性組織的人身依附需要支付的代價。通常是以破壞性行為做保證而加入某個團體。
使用時通常加上動詞，「納」投名狀。

## 出處
《水滸傳》第一一回：「是教你下山去殺得一個人，將頭獻納，他便無疑心，這個便謂之『投名狀』。」

## 延伸閲讀
- 沉没成本